# Li Meisu
Li Meisu (chinesisch 李梅素, Pinyin Lǐ Méisù; * 17. April 1959 in Hebei) ist eine ehemalige chinesische Kugelstoßerin.
Nachdem sie bei den Leichtathletik-Weltmeisterschaften 1983 in Helsinki noch in der Qualifikation ausgeschieden war, erreichte sie ein Jahr später bei den Olympischen Spielen in Los Angeles bereits den fünften Platz. Bei den Leichtathletik-Weltmeisterschaften 1987 in Rom wurde sie Siebte.
Den bedeutendsten Erfolg ihrer Karriere feierte Li bei den Olympischen Spielen 1988 in Seoul. Mit einer Weite von 21,06 m gewann sie die Bronzemedaille hinter Natalja Lissowskaja (22,24 m) und Kathrin Neimke (21,07 m).
Danach trat Li erst wieder Ende der 1990er Jahre international in Erscheinung. Nachdem sie bei den Olympischen Spielen 1996 in Atlanta in der Qualifikation gescheitert war, erreichte sie bei den Leichtathletik-Weltmeisterschaften 1997 in Athen Platz sechs.

## Weitere Erfolge (Auswahl)
- Asienmeisterschaften: Siegerin 1998, Zweite 1985
- Asienspiele: Siegerin 1982 und 1998
- Ostasienspiele: Siegerin 1997

## Bestleistungen
- Kugelstoßen (Freiluft): 21,76 m (AR), 23. April 1988, Shijiazhuang
- Kugelstoßen (Halle): 21,08 m (ehem. AR), 25. März 1988, Peking